# Hépatite alcoolique aiguë
 Mise en garde médicale
L'hépatite alcoolique aiguë est une affection sévère du foie liée à la toxicité indirecte de l'alcool qui entraîne une mort cellulaire brutale et plus ou moins étendue. Elle peut prendre plusieurs formes, allant de simples lésions asymptomatiques à une destruction étendue des structures du foie pouvant entraîner la mort.

## Mécanisme
Le mécanisme reste hypothétique. Le rôle du TNFα, produit par les cellules hépatiques et dont le taux est très sensiblement augmenté lors de l'hépatite alcoolique, semble jouer un rôle important, avec un niveau corrélé avec le pronostic.

## Diagnostic
Dans le cas d'une forme grave, on retrouve (le plus souvent chez un patient alcoolique connu, à l'occasion d'une prise d'alcool en quantité majeure) une jaunisse (ictère), une fièvre modérée (aspécifique, liée à la nécrose), des douleurs de la région hépatique, un gros foie (hépatomégalie). L'hépatite alcoolique aiguë majeure associe en plus une encéphalopathie hépatique, parfois de l'ascite, une hémorragie digestive haute (hématémèse).
Le type de boisson alcoolisée ingérée ne semble pas avoir d'incidence.

## Examens complémentaires

### Biologiques
Le bilan hépatique montre une élévation sanguine des transaminases hépatiques entre 5 et 10 fois le taux normal, avec une cytolyse prédominant sur les ASAT (rapport ASAT/ALAT supérieur à 2). Il existe une élévation des phosphatases alcalines, de la bilirubine totale, des gamma-GT.
Le taux de prothrombine et le dosage du facteur V peuvent être abaissés dans les formes majeures (par insuffisance hépatique).

### Échographie hépatique
Elle élimine un diagnostic autre et recherche des complications. Elle montre fréquemment d'autres atteintes associées liées à l'alcool : cirrhose, stéatose.

### Ponction biopsie hépatique
Réalisée par voie transjugulaire, elle affirme le diagnostic en mettant en évidence une nécrose cellulaire à prédominance centrolobulaire, un infiltrat de polynucléaires neutrophiles, des corps de Mallory.
Elle peut retrouver une stéatose hépatique, une fibrose, une cirrhose.

## Pronostic
Il est lié à la sévérité de la destruction du foie. En cas d'insuffisance hépatocellulaire (avec encéphalopathie, baisse des facteurs de la coagulation et du taux de thrombine), la mortalité peut dépasser 50 %.
Une insuffisance rénale aiguë caractérisée par une élévation de la créatinine peut se voir dans le cadre d'un syndrome hépatorénal et est de mauvais pronostic.
Plusieurs scores ont été définis afin d'évaluer la gravité de l'atteinte et pour décider de la prise en charge, les plus utilisés étant le score de Maddrey, le score de Glasgow (différent de celui de l'évaluation des comas), le score MELD (Model for End-Stage Liver Disease).

## Traitement
Dans tous les cas, le sevrage alcoolique est impératif, éventuellement par hospitalisation en service d'alcoologie puis en post-cure. La prévention du delirium tremens et la vitaminothérapie (vitamines B1, B6, PP), sont de règle.
Dans les formes majeures, l'hospitalisation en service de soins intensifs est nécessaire, avec utilisation de corticoïdes. Ces derniers permettraient une réduction notable de la mortalité.
La pentoxifylline pourrait avoir un certain intérêt dans les formes graves.
Les inibiteurs du TNF-alpha sont en cours de test, avec des résultats peu probants.
La transplantation hépatique n'est théoriquement pas proposée pour ces patients, le sevrage en alcool étant trop récent pour permettre de garantir une observance optimale des traitements à long terme.